# Kvenamtistsqali
Kvenamtistsqali (georgiska: ქვენამთისწყალი) är ett vattendrag i Georgien. Det ligger i den nordöstra delen av landet, i tegionen Mtscheta-Mtianeti.